# Coleus rotundifolius
Coleus rotundifolius (Poir.) A.Chev. & Perrot, 1905 è una pianta appartenente alla famiglia delle Lamiacee originaria dell'Asia tropicale. È comunemente conosciuta come coleo e chiamata patata cinese in India. Viene coltivata per i suoi tuberi commestibili principalmente nell'Africa occidentale e, più recentemente, in alcune parti dell'Asia, in particolare India, Sri Lanka, Malaysia e Indonesia.

## Descrizione

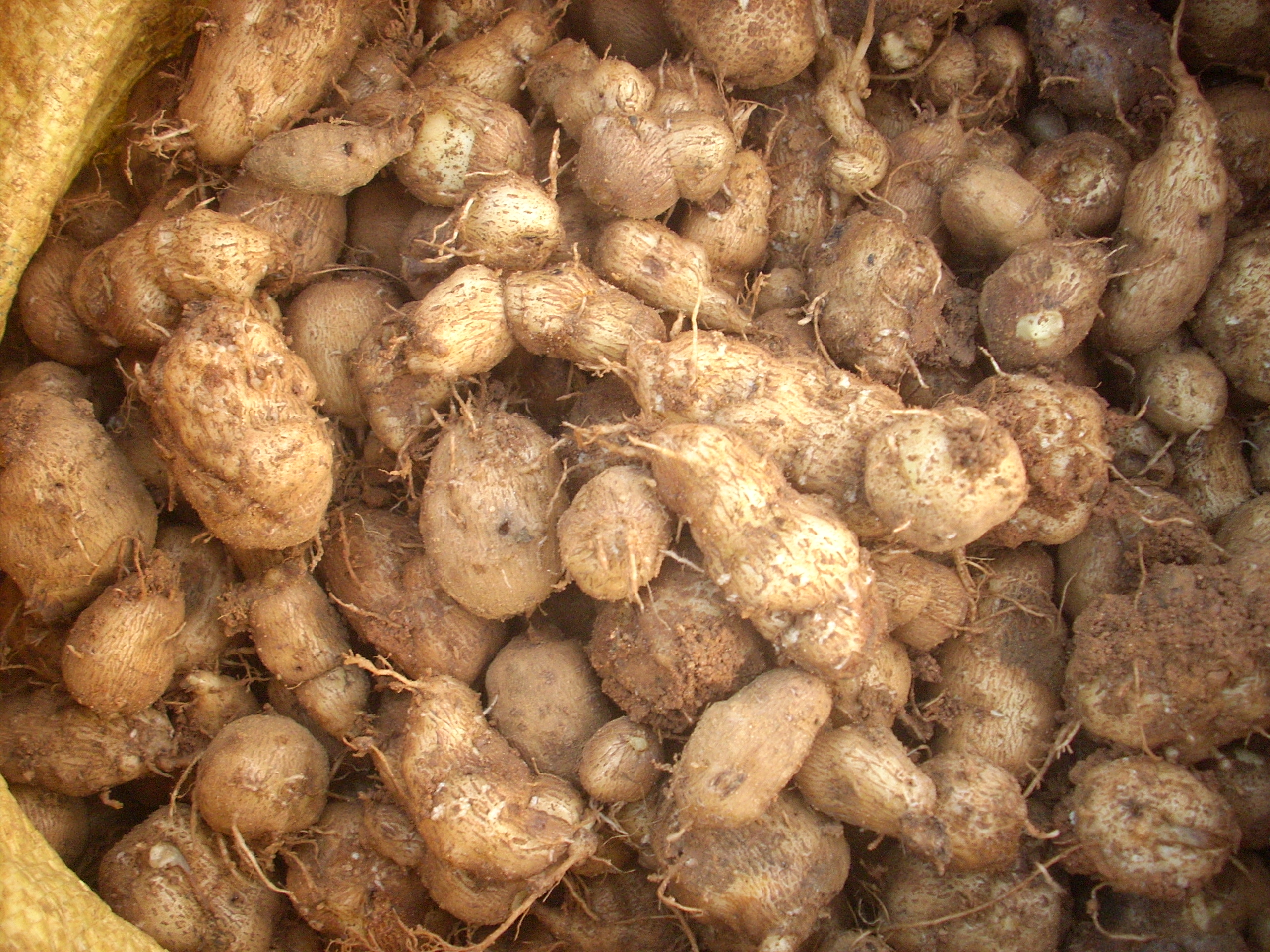
Tuberi di coleo

Il coleo è una pianta eretta che può raggiungere i 100 cm di altezza. Ha foglie carnose, ovate o orbicolari, di dimensioni pari a 3-6 × 2-4 cm e presenta radici tuberose.
La pianta produce un'infiorescenza terminale, semplice, lunga fino a 20 cm e con petali di colore bianco-violaceo a cui seguono i piccoli frutti lisci lunghi 1 mm di forma globosa e di colore marrone.

## Distribuzione e habitat
Il coleo è originario dell'India, del Sud-est astiatico e delle Filippine, ma si è diffuso anche in Africa occidentale, Africa meridionale, Kenya e Madagascar.

## Coltivazione
Il coleo è una pianta delle zone tropicali umide. Cresce meglio in aree in cui le temperature diurne annuali sono comprese tra 17 e 27 °C, ma può tollerare 8-36 °C. Le temperature notturne più basse favoriscono lo sviluppo dei tuberi. Preferisce una piovosità media annuale compresa tra 1.800 e 2.600 mm, ma tollera precipitazioni comprese tra 1.200-4.000 mm. Il coleo è adattato a precipitazioni relativamente elevate: le rese migliori si ottengono in aree con precipitazioni ben distribuite durante la stagione di crescita. Quando piove troppo, i tuberi tendono a ramificarsi, il che non piace ai consumatori perché li rende difficili da sbucciare. Richiede una posizione soleggiata e e preferisce un terreno sabbioso ben drenato, ma può tollerare terreni più poveri e asciutti, anche se le rese sono inferiori in tali condizioni.
Le piante impiegano 5-7 mesi dalla semina alla raccolta dei tuberi. I tuberi si formano su steli che sono a contatto con il terreno: sono state registrate rese da 7 a 15 tonnellate per ettaro. I tuberi devono essere raccolti rapidamente perché tendono a marcire in breve tempo.
Il coleo è difficile da conservare. Tradizionalmente i tuberi vengono conservati nel terreno sotto un albero dove è più fresco che all'aperto. Se conservati in questo modo in climi caldi, il sapore speciale del tubero si mantiene solitamente solo due mesi, dopodiché i tuberi diventano insipidi e non sono più considerati una prelibatezza. In climi più freschi, come nelle regioni montuose o in Sudafrica, la conservazione è più facile.

## Usi

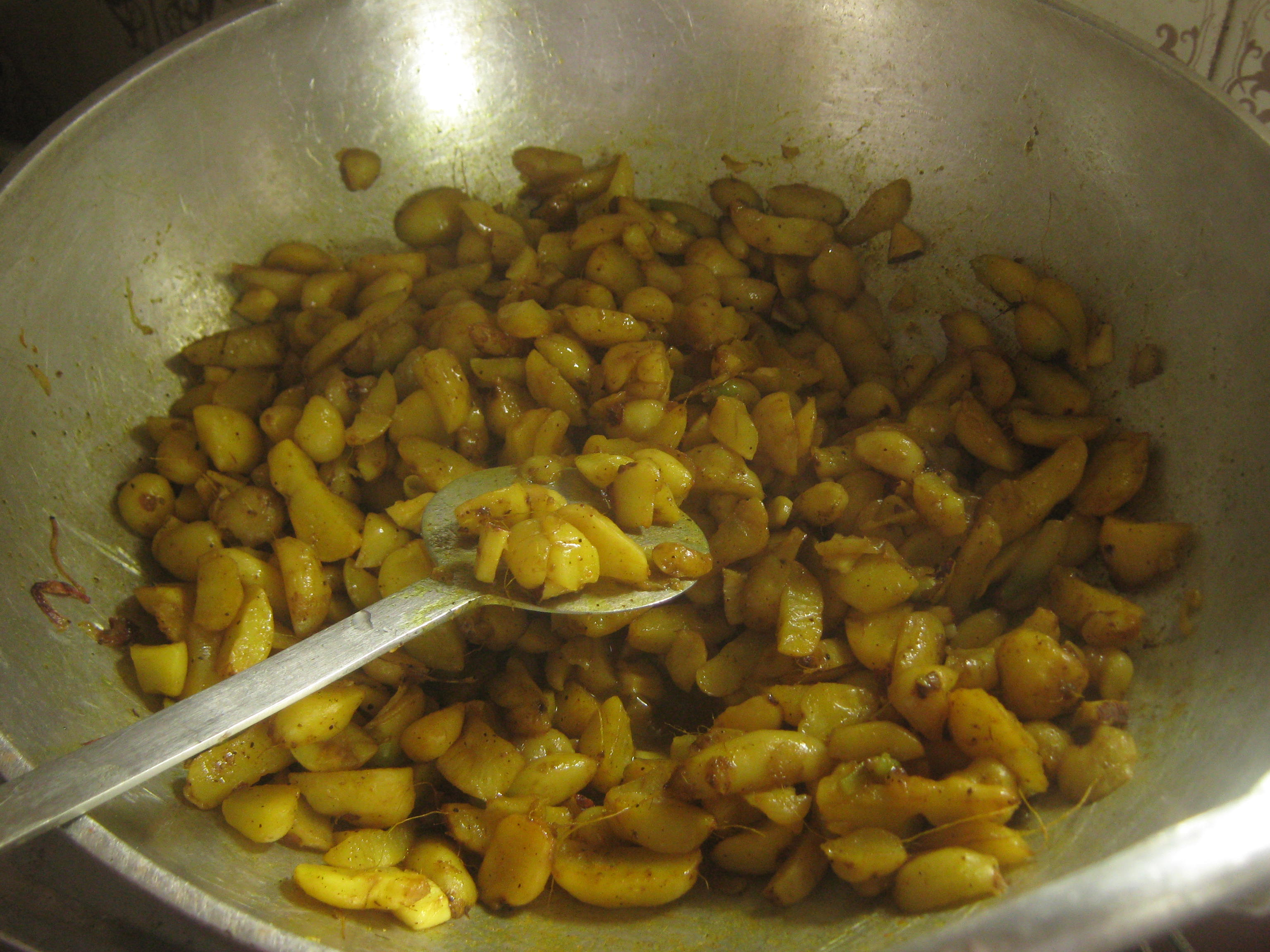
Upperi del Kerala preparato con tuberi di coleo.

I tuberi a forma di uovo di C. rotundifolius appaiono molto simili alla patata a cui non è imparentata, sebbene siano più piccoli delle moderne varietà commerciali. I tuberi vengono tipicamente bolliti, ma possono anche essere arrostiti, cotti al forno o fritti. Il loro sapore è insipido, ma più dolce del Coleus esculentus.
La pianta era ampiamente coltivata come radice nella fascia della savana africana, sebbene sia stata ora soppiantata da altre specie. A volte è ancora coltivata in Africa, ma è molto più comunemente coltivata nel Sud-est asiatico.
Il coleo è in gran parte una coltura di sussistenza, anche se in Burkina Faso ne viene segnalata la macinazione per ottenere farina.
C. rotundifolius è una delle tre specie di Coleus coltivate per i loro tuberi commestibili e che utilizzano gli stessi nomi vernacolari. Gli altri, C. esculentus e C. edulis, originari rispettivamente dell'Africa meridionale e dell'Etiopia, non si sono diffusi oltre i confini dell'Africa. La sua coltivazione è stata in gran parte sostituita dalla diffusione della manioca, introdotta dai portoghesi in Africa dal Sud America circa 500 anni fa.